# Grenzlandturm
Der Grenzlandturm (645 m) ist ein Aussichtsturm bei Bad Neualbenreuth im Norden der Oberpfalz nahe der tschechischen Grenze.
Anfang August 1958 beschloss die Sudetendeutsche Landsmannschaft die Errichtung des Aussichtsturmes in der Nähe von Neualbenreuth.
Ende Juli 1960 wurde mit dem Bau begonnen, der eine Holzkonstruktion mit Kupferverkleidung ist. Die Einweihung des 20 m hohen Grenzlandturmes erfolgte am 4. Juni 1961.
Die Aussichtsplattform in 19 m Höhe ist über 82 Stufen erreichbar. Von dort hat man einen weiten Rundblick auf das Egerland und das Stiftland.
Der Turm ist einer der Aussichtstürme des Oberpfälzer Waldvereins und ist seit 2006 bewirtschaftet.